# 好易通科技

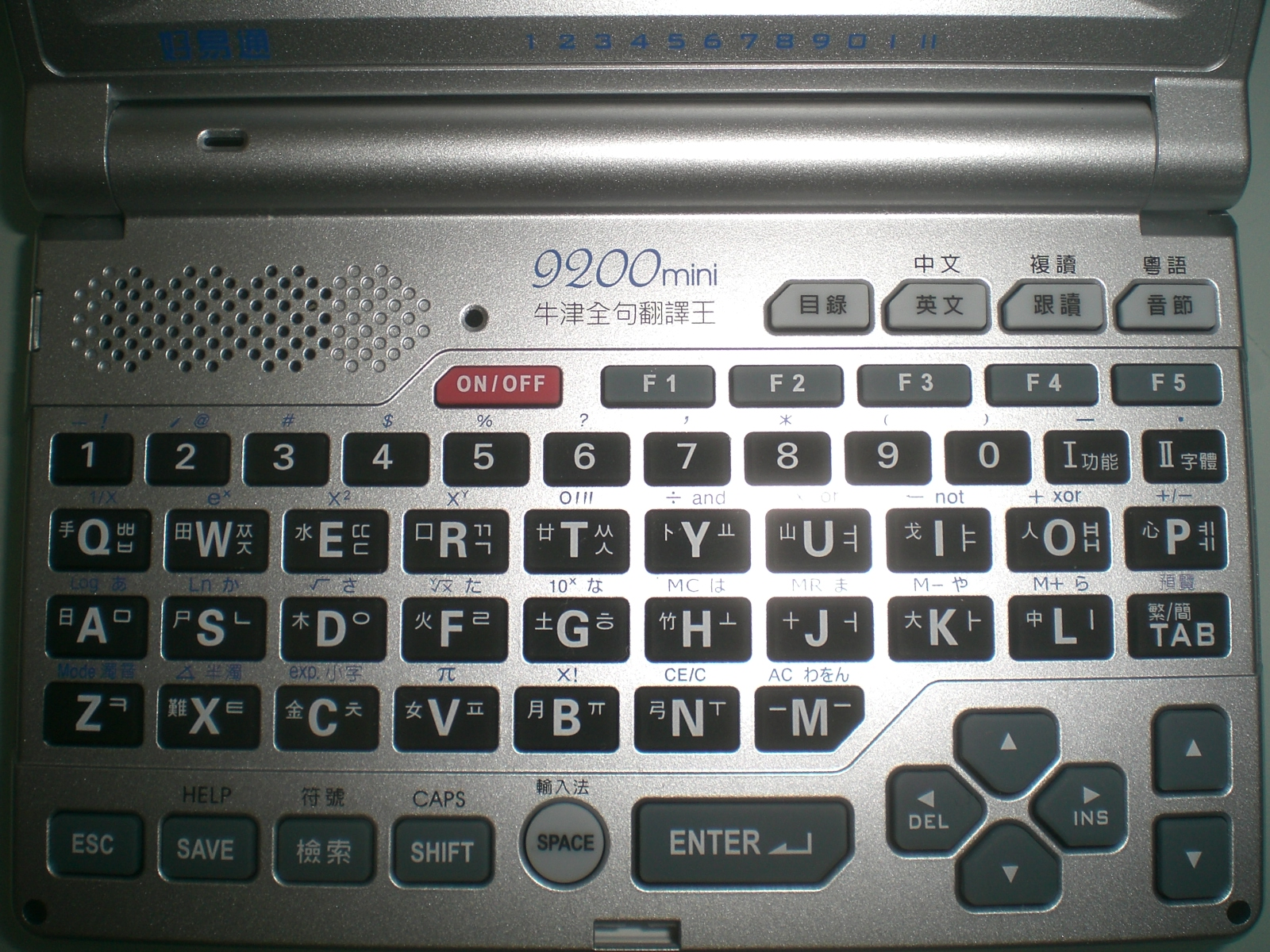
電子詞典

好易通科技（香港）有限公司（Besta Technology (HK) Co., Ltd.）是香港一間電子產品公司，2000年4月已經與台灣英業達集團的無敵科技合併，成為英業達集團的子公司。其主要品牌「好易通」是掌上型或袋裝型電子辭典產品，如翻譯機、中英互譯、全句翻譯辭典機、視像學習機和電腦辭典等的品牌。
好易通科技的主要針對香港人和學生消費者等，公司於1989年成立，發展大中華和東南亞地區的市場。好易通科技香港辦公室和維修部位於台灣台北市內湖區瑞光路513巷36號10樓。1992年拍攝廣告，鄭裕玲出任代言人。
隨著用電腦學英語越來越普及，好易通數年後結業。

## 外部連結
- 好易通科技